# Hybanthus fruticulosus
Hybanthus fruticulosus là một loài thực vật có hoa trong họ Hoa tím. Loài này được (Benth.) I.M. Johnst. mô tả khoa học đầu tiên năm 1924.